# Conspiració de l'Harem

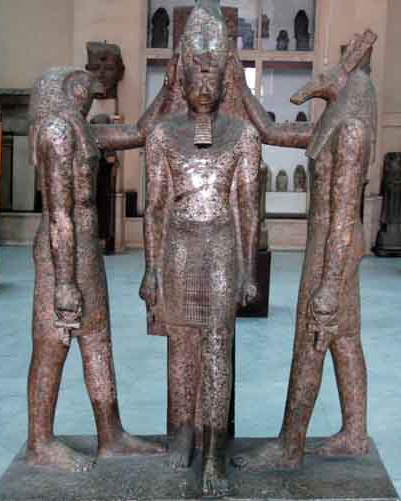
Coronació de Ramsès III. Museu Egipci del Caire.

També anomenada Complot de l'Harem o Conjura de l'Harem, la Conspiració de l'Harem és el nom amb què es coneix els fets i les conseqüències d'un intent de cop d'estat que va tenir lloc al final del regnat de Ramsès III, faraó de l'Imperi Nou, fa uns 3200 anys. Segons els documents existents, un grup de persones va assassinar el faraó i va intentar imposar un dels fills de Ramsès III, Pentauer, com a faraó enlloc del futur Ramsès IV, el fill escollit per Ramsès III com a successor.

## Context històric
Ramsès III és considerat per molts l'últim gran faraó de l'antic Egipte. Va ser el segon faraó de la XXa dinastia i va governar a Egipte aproximadament entre el 1186 i el 1155 aC. El seu regnat està marcat per diversos factors tant interns com externs:
1. L'admiració de Ramsès III pel seu homònim i predecessor de la dinastia XIX, el famós Ramsès II (Ramsès el Gran) defineix tant la seva vida personal (per exemple, dona els noms dels principals fills de Ramsès II als seus fills i adopta títols semblants), com la seva política (interior i exterior) i molts altres aspectes del seu govern, com l'estil de les seves construccions, entre d'altres.[7][6]
2. La situació interna del país és complicada degut a diversos factors clau: les crescudes del Nil són irregulars, l'economia és inestable, els sacerdots van guanyant poder (especialment els sacerdots d'Amon, la seu principal dels quals és el Temple de Karnak) i la corrupció entre els funcionaris és cada dia més important.[5]
3. Les relacions internacionals són sovint caòtiques i/o de caràcter bèl·lic: som a l'Edat fosca grega, després del col·lapse de Micenes. L'Imperi Hitita també està desapareixent i el mar es veu envaït per unes forces que ataquen els grans centres econòmics i culturals, són els anomenats Pobles de la Mar.[5] Ramsès III participa com a mínim en tres guerres -dues contra els libis i una contra els Pobles de la Mar- per a evitar diversos intents d'invasió del territori egipci.[6]

La situació econòmica i social empitjora a finals del regnat del faraó, hi ha constància de la primera vaga coneguda de la història, durant la qual els treballadors de Deir el-Medina es queixen de la corrupció, dels saquejos a les tombes de la Vall dels Reis i es manifesten per a reclamar uns sous impagats. Després de Ramsès III la situació encara empitjora més cap al final de la dinastia i final de l'Imperi Nou.
Al Papir Harris també s'esmenta una revolta organitzada per un djati (visir) de la ciutat d'Athribis i que va ser esclafada pel faraó.
Les guerres i la degradació de les relacions internacionals, potenciades per diversos factors externs duen a la pèrdua d'una part considerable dels territoris asiàtics (el Canaan) i dels africans (part del regne de Núbia).

## L'harem a l'Antic Egipte[11][12]
Sovint s'empren termes d'altres cultures, especialment la musulmana, per a definir aspectes de la vida i de la societat egípcies. Un cas és l'harem, també designat a vegades com a "harem reial", era una institució limitada al faraó, a diferència dels harems d'altres cultures. El terme es feia servir per a designar tant el grup de persones -especialment dones i nens- que pertanyien a la família reial, com les institucions, les organitzacions i els treballadors que hi estaven associats, i també els llocs que hi estaven associats: palaus, cases, terrenys agrícoles, graners, ramats de bestiar i tallers de manufactura, entre d'altres. En certes èpoques (esp. durant la dinastia XVIII) l'harem va arribar a ser econòmicament independent i a disposar de partides pressupostàries específiques del Tresor.
El concepte d'"harem" es troba documentat ja en les primeres dinasties (durant l'Imperi Antic), encara que possiblement tingués un origen anterior (durant l'Egipte Protodinàstic i/o el Període Arcaic), ja que s'han trobat restes de tombes de dones al voltant de la tomba d'algun faraó (Djer, per exemple). El nom aplicat a aquesta institució va anar variant amb els segles i les dinasties. Després de la dinastia XX se'n troben poques mencions.

## Els papirs
Els documents que ens han arribat i que relaten la conjura són breus i incomplets, i els noms de bona part dels participants es van canviar (com a càstig), per aquest motiu, es desconeix qui eren i què va passar exactament.
El papir judicial de Torí i els papirs Rollin i Lee (aquests dos darrers són, en realitat, dues parts d'un únic papir) representen la principal font d'informació sobre la conjura i el judici posterior. Altres documents, com el Papir Harris aporten informació addicional, especialment sobre el fet que, finalment, el successor de Ramsès III fos Ramsès-Hekma-Meriamon, l'hereu designat per son pare i futur Ramsès IV i no Pentauer, un dels principals conspiradors i fill també de Ramsès III.

## El complot
Existeixen registres d'altres conspiracions similars, la més antiga coneguda data de l'Imperi Antic, segons la inscripció de la seva tomba a Abidos, Weni el Vell (també anomenat Uni) va haver de jutjar una de les dones de Pepi I (dinastia VI). Un altre cas és el d'Amenemhat I, fundador de la dinastia XII (Imperi Mitjà), qui podria haver mort assassinat víctima d'una conspiració de l'harem, si la Història de Sinuhé està basada en fets reals.
El complot contra Ramsès III consistia en un cop d'estat coordinat i liderat per una de les esposes del faraó, la reina Tiy, amb dos focus ben definits: un cop intern, directament des de l'harem i contra la persona del faraó, i una revolta externa militar i possiblement civil contra el poder exercit pel faraó sobre el país.
El dia 15 del mes 2 de la collita (Shemu) 1155 aC, Ramsès III probablement es trobava a l'harem reial a la Torre Occidental de Medinet Habu quan es va cometre l'atemptat contra la seva vida. Aquesta data va ser escollida perquè coincidia amb la Bella Festa de la Vall; l'enrenou que va envoltar l'esdeveniment va ser utilitzat en benefici dels conspiradors.
Una esposa menor del rei, Tiy, desitjava que el seu fill Pentauer prengués el tron en lloc del futur Ramsès IV, el successor escollit. Per aconseguir-ho, Tiy va reclutar un grup de funcionaris de tota l'administració, així com servidors per ajudar a enviar missatges més enllà de l'harem. Tiy també va poder convèncer molts d'aquests funcionaris perquè ajudessin a representar la doble conspiració. Un dels "caps de la cambra", Pebekkamen, era el responsable de distribuir la informació:
| « | El van portar a causa de la seva connivència amb Tiy i les dones de l'harem. Va fer causa comuna amb elles i va començar exposar les seves paraules a les seves mares i als seus germans que hi eren, dient: 'Instigueu al poble! Fomenteu l'enemistat per a què es rebel·lin contra el seu senyor!' | » |

Pebekkamen va rebre l'ajuda d'un majordom anomenat Mastesuria, el supervisor del bestiar Panhayboni, supervisor de l'harem Panouk, i l'oficinista de l'harem Pendua. Com que l'harem tenia un accés molt restringit, Panhayboni va buscar el supervisor de la tresoreria del rei, Pairy, per obtenir un passi que permetés als conspiradors accedir al rei.

## Els conspiradors
Els documents del judici revelen que hi va haver molta gent implicada en el complot. Els líders del cop d'estat eren la reina Tiy i el seu fill Pentauer, el gran camarlenc, Pebekkamen, set copers reials, dos supervisors del Tresor, dos cabdills de l'exèrcit, dos escribes reials i un herald.
Algunes de les dones de l'harem que havien estat acusades van intentar seduir part del personal judicial, però el grup va ser descobert. Els jutges implicats van ser castigats amb duresa.
Els noms de la majoria dels conspiradors van ser esborrats dels monuments on havien estat gravats; en els documents del judici, per exemple en el papir judicial de Torí, es van canviar els noms reals per uns malnoms que, tot i que mantenien la consonància amb el nom original, n'invertien el significat, i es convertien així en una maledicció.
Alguns dels principals implicats van ser:
| Malnom / àlies      | Significat                       | Nom real                           | Significat                      | Títol / càrrec                                                    |
| ------------------- | -------------------------------- | ---------------------------------- | ------------------------------- | ----------------------------------------------------------------- |
|                     |                                  | Tiy                                |                                 | Esposa (secundària) de Ramsès iii                                 |
|                     |                                  | Pentauer                           |                                 | Fill de Ramsès iii i de Tiy                                       |
| Panik               | El dimoni                        |                                    |                                 | Cap de l'harem                                                    |
| Pendouaou           |                                  |                                    |                                 | Escriba del cap de l'harem                                        |
| Ilélem              |                                  |                                    |                                 | Ajudant de l'escriba del cap de l'harem                           |
| Amenkhâou           |                                  |                                    |                                 | substitut del cap de l'harem                                      |
| Payiri fill de Ruma |                                  |                                    |                                 | Cap del Tresor                                                    |
| Pa-Luka             | Le Lycien                        | Soutekhemheb                       |                                 | Escriba de Payiri                                                 |
| Penhuybin           | Aquest malvat Huy                | Huy                                |                                 | Cap del bestiar                                                   |
| Pebekkamen          | Aquest servent cec               | (Pa‑)Bakenimen (possible nom real) | El servent d'Amon               | Cap de la cambra                                                  |
| Âshahebsed          |                                  |                                    |                                 | Assistent de Pebekkamen                                           |
| Mesedsure           | Ra l'odia                        | Merire                             | L'estimat de Ra                 | Coper (majordom) del rei                                          |
| Ouarna              |                                  |                                    |                                 | Coper del rei                                                     |
| Yenini              |                                  |                                    |                                 | Coper del rei                                                     |
| Nebdjéfaou          |                                  |                                    |                                 | Coper del rei                                                     |
| Hentouenimen        |                                  |                                    |                                 | Coper del rei                                                     |
| Binemwaset          | Malvat a Tebes                   | Khaemwaset                         | Aquell que va aparèixer a Tebes | Cap de les tropes de Kush                                         |
| Peyes (Payis)       | El calb                          | Pahemnetjer                        | El sacerdot                     | General (cap de les tropes)                                       |
| Perakamenef         | Ra no el veu                     | Peraherunemef                      | Ra és a la seva dreta           | Cap dels sacerdots lectors (ritualistes)                          |
| Iroi                |                                  |                                    |                                 | Sacerdot lector. Summe Sacerdot de la deessa Sekhmet de Bubastis. |
| Shâdnemtetef        | Aquell que té l'orella escapçada | Ousekhnemtet                       | Aquell que camina tranquil      | Escriba a la Casa de la Vida                                      |
| Messui              |                                  |                                    |                                 | Escriba a la Casa de la Vida                                      |

## Condemnes

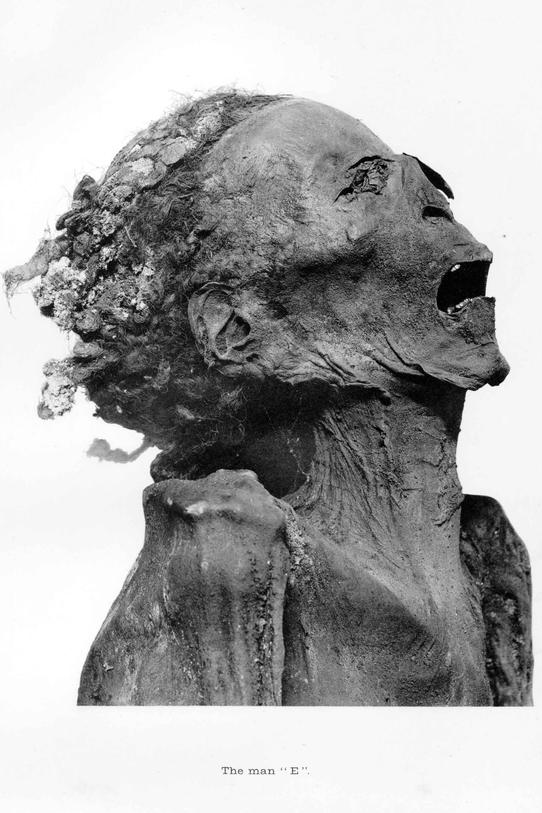
Detall de la mòmia trobada a la TT320. Possiblement del príncep Pentauer.

Segons el papir judicial de Torí, Ramsès III (possiblement Ramsès IV actuant en nom del seu pare) forma una comissió de dotze persones encarregades de jutjar els conspiradors. Les persones delegades són dos Caps del Tresor, Montemtauy i Paifrauy, un alt cortesà, el portador del ventall Kar, cinc copers, Paybaset, Kedenden, Bahalmahar, Pairousounou i Djéhoutyrekhnéfer, l'herald reial Penrennout, dos escribes de l'oficina de despatxos, Mây i Parâemheb i el portabandera de l'exèrcit, Hori. Tres d'ells es deixen corrompre durant la investigació pel general Payis i també acaben sent processats. Paybaset és substituït pel coper Méroutousyimen; no es coneixen els substituts de Mây ni d'Hori.
El text del papir comença així:
| « | (Rei Usermare'-Meriamun, l.p.h., Fill de Re': Ramsès) Sobirà d'Heliopolis (l.p.h. va dir)... Vaig encarregar el supervisor del tresor Montemtouy; el supervisor del tresor Paifrauy; (...) el portabandera de la infanteria Hori; dient 'Quant als assumptes que la gent -no sé qui- ha tramat, aneu a examinar-los'. | » |

Els acusats, tots qualificats de «gran enemic», es passen a l'«oficina d'investigació»; interrogats, confessen ràpidament.
Els jutges fan unes quantes llistes d'acusats amb diferents penes assignades. Els de la primera llista pateixen que els seus noms es destrueixin perquè estiguin destinats a la condemnació eterna, seran executats (sense que se sàpiga exactament com, el text només utilitza la fórmula «els ha arribat la pena»). Els de la segona, degut a llur proximitat amb la funció reial, començant per Pentaur, són condemnats a suïcidi per enverinament. Els jutges corruptes pateixen mutilacions, orelles i nas. Un d'ells, Paybaset, se suïcida després d'aquesta pena d'intenció infamadora. Pebekkamen, un dels principals instigadors i possiblement el cervell de la conspiració, és condemnat a morir a la foguera, una condemna especialment dura a l'antic Egipte junt amb la destrucció del nom, ja que sense el cos, una vida a l'altre món era considerada inviable.
Pel que fa a la reina Tiy i els propers de la família reial, les dames còmplices de l'harem, les fonts disponibles no donen cap pista del seu destí. És força possible que la seva posició en la jerarquia i les seves funcions sacerdotals els hagin estalviat la pena capital.

## Assassinat i altres conseqüències

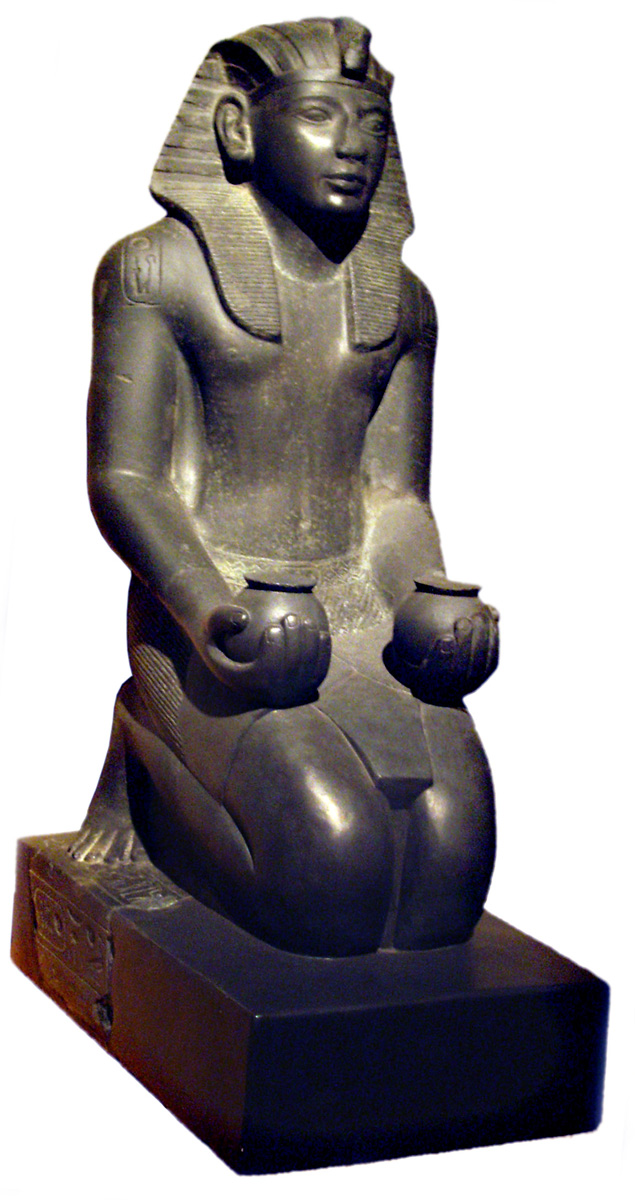
Ramsès IV, fill i hereu de Ramsès III.

Segons el papir de Torí no hi ha constància que el complot de magnicidi tingués èxit. Ramsès IV, el successor designat pel rei, efectivament va pujar al tron en comptes de Pentauer, el principal beneficiari de la conjura de palau. Ramsès III va morir al 32è any del seu regnat, abans que es redactés el sumari de les sentències, i el mateix any en què es van escriure els documents del procés que descriuen el judici i l'execució dels conspiradors. Per la descripció que se'n fa al papir, que comença amb l'ordre de Ramsès III d'investigar els fets, fins al 2011 es creia que el faraó havia sobreviscut a l'atac i que havia mort un temps després per causes indeterminades.
Durant molt de temps, i segons les investigacions de la mòmia del faraó, es creia que el cos de Ramsès III no mostrava signes evidents de ferides, fet que confirmava el redactat del papir de Torí. Però un examen recent de la mòmia dut a terme per un equip de forenses alemanys, va detectar que al voltant del coll hi havia un excés de benes. Posteriorment se'n va fer un escàner (TC) a Egipte, els responsables van ser Ashraf Selim i Sahar Saleem, professors de radiologia a la Universitat del Caire; l'escàner va revelar que sota les benes hi havia una ferida d'arma blanca fonda que anava d'una banda a l'altra de la gola, la ferida era tant profunda que arribava a les vèrtebres. Segons el narrador del documental de la investigació, "Era una ferida a la qual no hauria pogut sobreviure ningú." La publicació de desembre del 2012 del British Medical Journal detalla les conclusions de l'estudi de l'equip d'investigadors, dirigits per Zahi Hawass, l'ex-cap del Consell Suprem d'Antiguitats, i el seu equip egipci, a més del doctor Albert Zink de l'Istituto per le Mummie e l'Iceman de l'Acadèmia Europea de Bozen (Bolzano) (EURAC) d'Itàlia, l'informe declarava que els conspiradors van assassinar el faraó degollant-lo.
| «             | El tall (a la gola de Ramsès III) és ... molt profund i força ample, de fet arriba quasi a l'os (la columna) - devia ser una ferida letal. | » |
| — Albert Zink | |   |

Més tard es va especular que més d'una persona podria haver atacat al faraó ja que el van degollar des del darrere, amb un ganivet o una daga, però també li faltava un dit del peu, resultat d'un atac frontal fet amb una destral o una espasa.
Abans d'aquest descobriment existien diverses teories sobre el moment i les causes de la mort de Ramsès III. Una possibilitat era que el podien haver mort mitjançant algun sistema que no deixés marques visibles al cos. Entre els conspiradors hi havia qui practicava la màgia, i podia haver fet servir algun tipus de verí. Una altra teoria era que el rei podia haver mort arran de la picada d'un escurçó. A la mòmia es va trobar un amulet que servia per a protegir Ramsès III de les serps al més enllà (la Duat). Entre els conspiradors esmenats als documents també hi havia alguns dels servents encarregats del menjar i del beure del faraó, a més d'uns conspiradors a qui van posar el malnom de "la Serp" i "el Senyor de les Serps".
Els conspiradors van fallar com a mínim en una de les seves aspiracions. La corona va passar al successor designat pel faraó: Ramsès IV. És possible que Ramsès III hagués temut que el seu successor tingués problemes per a pujar al tron, ja que al Papir Harris, Ramsès implora a Amon que garanteixi els drets del seu fill.